# 坂本襟
坂本 襟（さかもと えり、1980年7月2日 - ）は、日本の女子レスリング67kg級の元選手。青森県出身。株式会社ワァークスジャパンレスリング部所属。身長168cm。

## 経歴
八戸工業大学第一高等学校-中京女子大学卒。いとこの坂本日登美に影響されて八戸キッズでレスリングに取り組む。2000年全日本ジュニアレスリング選手権大会68kg級で優勝し、世界ジュニア選手権に出場。2001年はジャパンクイーンズカップで優勝したが、世界選手権出場は逃した。その後、2003・2004年にワールドカップ出場の機会を得て力をつけ、2004年全日本選手権で2位に食い込んだ。2005年はワールドカップに出場、またアジア選手権で2位となる。初出場となった2005年世界選手権は7位に入賞したが、日本女子選手で唯一メダル獲得を逃した。その後、全日本選手権で初優勝を達成。
ただ、金メダルクラスの選手が揃う女子レスリング日本代表で唯一世界との差が大きく、2006年に広州で開催された世界選手権で「（7階級のうち）金メダル6個」を目標にしていた日本レスリング協会が金メダルはおろかメダルの可能性がないと見ていた選手であったが、銅メダルを獲得する大健闘を演じた。